# Chó sục Russell
Chó sục Russell (tiếng Anh:Russell Terrier) là một giống chó sục làm việc có bộ lông chủ yếu là màu trắng với một bản năng săn mồi dưới lòng đất. Loài này có nguồn gốc từ các giống chó sục lao động của Reverend John Russell, vốn đã được sử dụng trong thế kỷ XIX để săn bắt cáo. Loài chó săn bắt cáo của Reverend John Russell có kích thước nhỏ hơn nhiều so với giống Chó sục Show Fox và vẫn là những con chó săn lao động.
Loài này có nguồn gốc ở Anh và được phát triển ở Úc với một lịch sử được ghi chép đầy đủ. Lịch sử của giống được mô tả chi tiết trong tiêu chuẩn cũng quan trọng như định nghĩa mô tả của Russell. Chó sục Parson Russell AKC và Chó sục Russell AKC FSS được duy trì như các giống riêng biệt rõ rệt ở AKC và ở châu Âu.
Câu lạc bộ Chó sục Russell ở Hoa Kỳ vào tháng 10 năm 2007 được chỉ định là Câu lạc bộ đỡ đầu AKC. Vào ngày 1 tháng 1 năm 2010, AKC - Chó sục Russell đã chuyển tiếp vào phân lớp Misc.. Sách FSS AKC vẫn mở và 2 trong số 3 câu lạc bộ được liệt kê trên trang web AKC vẫn chấp nhận đăng ký cho giống chó sục Russell. Tiêu chuẩn giống AKC và các thông tin khác liên quan đến giống chó này có thể tìm thấy.